# Bernice Lapp
Bernice Ruth Lapp (North Plainfield, 11 settembre 1917 – Edison, 8 settembre 2010) è stata una nuotatrice statunitense.
Specializzata nello stile libero, ha vinto la medaglia di bronzo nella staffetta 4x100 m sl ai Giochi olimpici di Berlino 1936.

## Palmarès
- Olimpiadi

Berlino 1936: bronzo nella staffetta 4x100 m sl.